# Glasbeni ansambel
Ansambel je skupina ljudi, ki izvaja umetniška dela. Med drugimi poznamo baletni ansambel, instrumentalni, operni, igralski, komorni, studijski, zabavnoglasbeni ansambel; amaterski ansambel; ansambel ljubljanske Drame, itd.
Prevzeto iz francoščine ensemble 'skupina, ansambel', kot prislov 'skupaj', kar se je razvilo iz latinščine insimul 'skupaj, obenem'.